# Günthersburgpark

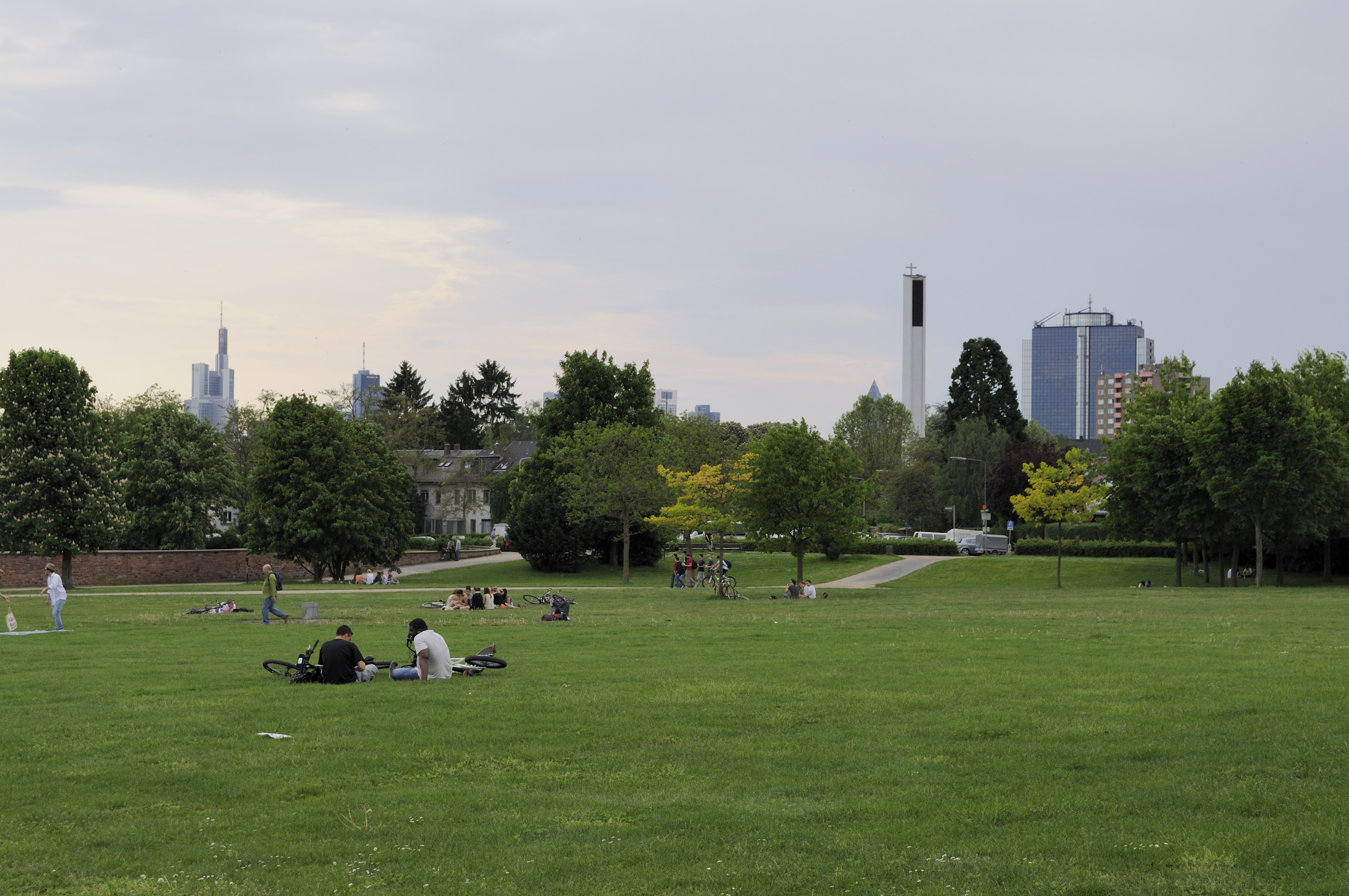
Günthersburgpark mit Blick zum Stadtzentrum.

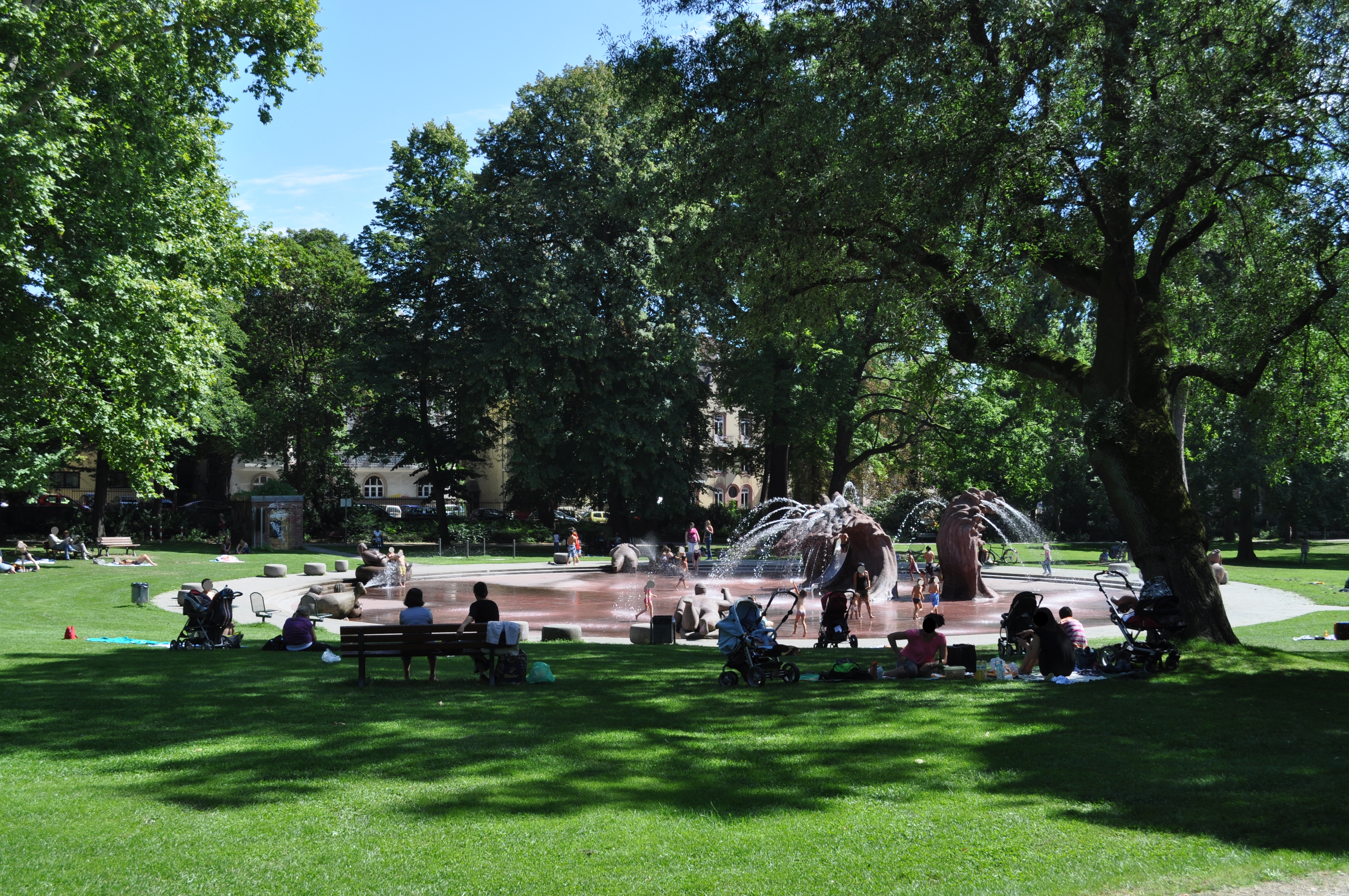
Wasserspielplatz „Sprühfeld“

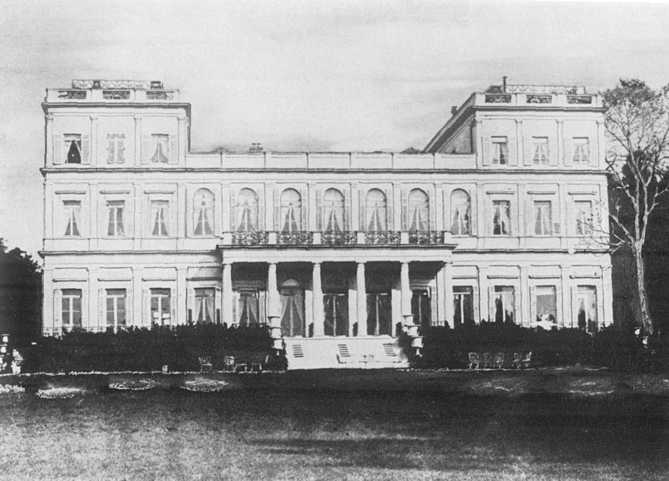
Das Rothschildsche Günthersburgpalais

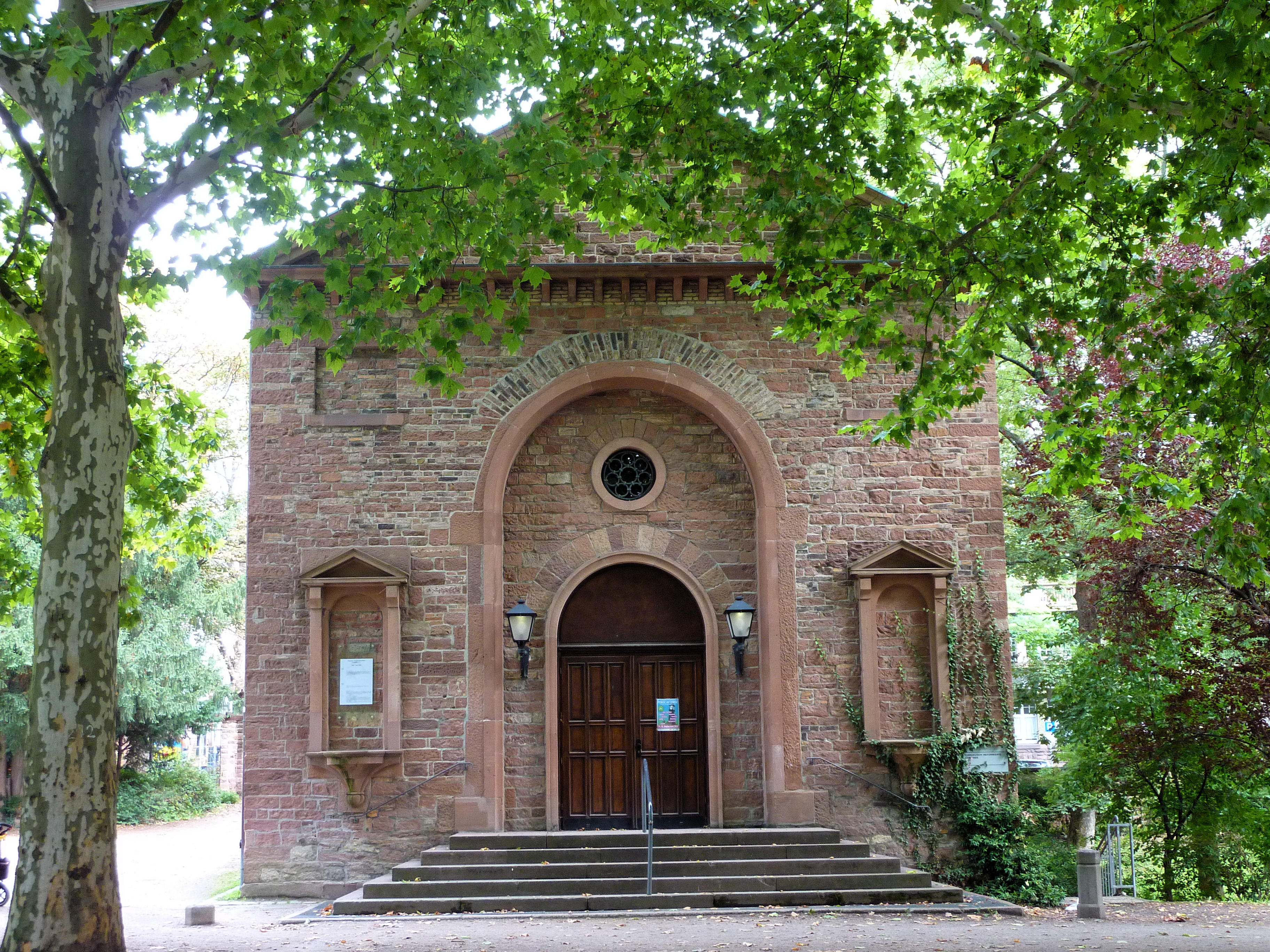
Westfassade des Rothschildschen Orangeriegebäudes mit Portal

Der Günthersburgpark ist eine Grünanlage in Frankfurt am Main, Stadtteil Nordend-Ost, die 1837 von dem Bankier Carl Mayer von Rothschild angelegt wurde und seit 1892 für die Öffentlichkeit zugänglich ist.

## Gestaltung
Das heute offiziell 7,4 Hektar große Gelände verfügt über einen alten dichtgestellten Baumbestand und nach Norden hin über viel freie Wiesenfläche. Ergänzt wird der Park durch eine neu hinzugekommene Wiesenfläche nördlich der Weidenbornstraße um weitere 4 Hektar. Es gibt einen Abenteuerspielplatz und Wasserspiele für Kinder. Im westlichen Teil des Parks befindet sich eine überlebensgroße Tierfigur, ein Bulle aus getriebenem Kupferblech. Er stammt aus dem Jahre 1910 und folgt einem Entwurf des in Frankfurt verstorbenen Emmendingener Malers Fritz Boehle (1873–1916).
Am südlichen Eingang befindet sich die Skulptur Der Sämann des belgischen Malers und Bildhauers Constantin Meunier (1831–1905). Die 1906 von der Stadt Frankfurt angekaufte Bronzeskulptur aus dem Jahr 1890 befindet sich seit 1915 im Günthersburgpark. Genauso wie die Skulptur Der Hafenarbeiter (aufgestellt auf der Frankfurter Friedensbrücke) ist auch diese Statue eine Stiftung des Unternehmers und damaligen Leiters der Cassella-Werke, Leo Gans.

## Geschichte
Das Gelände des späteren Parks wurde erstmals im Jahr 1189 unter dem Namen Ossenau urkundlich erwähnt. Es befand sich nacheinander im Besitz verschiedener Frankfurter Patrizierfamilien, unter anderem in dem der Familie Glauburg. Im Mittelalter soll an dieser Stelle die Bornburg gestanden haben, der Stammsitz der Herren von Bornheim. Im Jahr 1690 wurde das Areal für die Summe von 5700 Gulden vom Frankfurter Gastwirt Johann Jacob Günther erworben, einem reichen Geschäftsmann, der sein Vermögen als Heereslieferant im Dreißigjährigen Krieg gemacht hatte. Er ließ gegen Ende des 17. Jahrhunderts die Günthersburg, eine kleine Wasserburg mit Graben und Zugbrücke, erbauen, von der sich der heutige Name des Parks herleitet.
Nach mehreren Besitzerwechseln kam das Grundstück zu Beginn des 19. Jahrhunderts in den Besitz der Familie Rothschild. Carl Mayer von Rothschild ließ es zwischen 1837 und 1839 vom Frankfurter Stadtgärtner Sebastian Rinz zu einem englischen Landschaftsgarten mit großen Rasenflächen und Gehölzgruppen umgestalten. Nach 1855 wurde die Günthersburg abgerissen und durch ein Sommerpalais der Rothschilds, die Villa Günthersburg, ersetzt. Architekt des Palais war Friedrich Rumpf, der zuvor bereits ein Rothschildsches Palais im später so benannten Frankfurter Rothschildpark entworfen hatte. Von den Gebäuden ist heute nur noch die 1855 erbaute Orangerie erhalten. Mayer Carl von Rothschild, der letzte Vertreter der Bankiersfamilie, der in Frankfurt residierte, starb 1886, ohne Nachkommen zu hinterlassen. Testamentarisch hatte er das Gelände der Stadt Frankfurt unter der Bedingung vererbt, dass es der Öffentlichkeit als Park zugänglich gemacht, das Palais aber abgerissen werde. Nach dem Tod Mayer Carl von Rothschilds erwarb die Stadt Frankfurt im Jahr 1891 den Park, der von Gartenarchitekt Andreas Weber neu gestaltet wurde. Am 26. Juni 1892 wurde der Günthersburgpark als öffentlicher Volkspark eröffnet.
Zu Anfang des 20. Jahrhunderts erhielt der Park die beiden Skulpturen Bulle (gestaltet von Boehle) und Der Sämann (Meunier); im Jahr 1905 wurde das Gelände des Parks nach Südwesten erweitert.

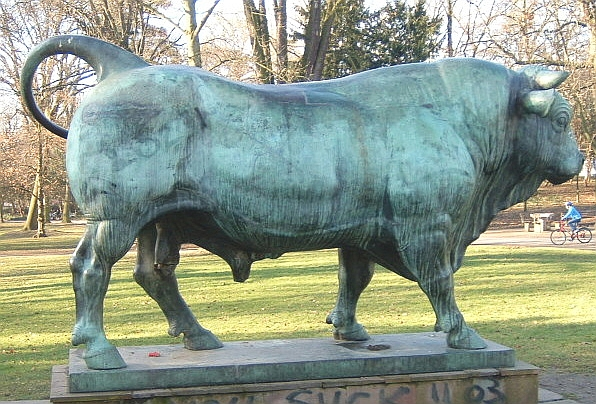
Fritz Böhle: Schreitender Stier, getriebenes Kupferblech, 1904/1910
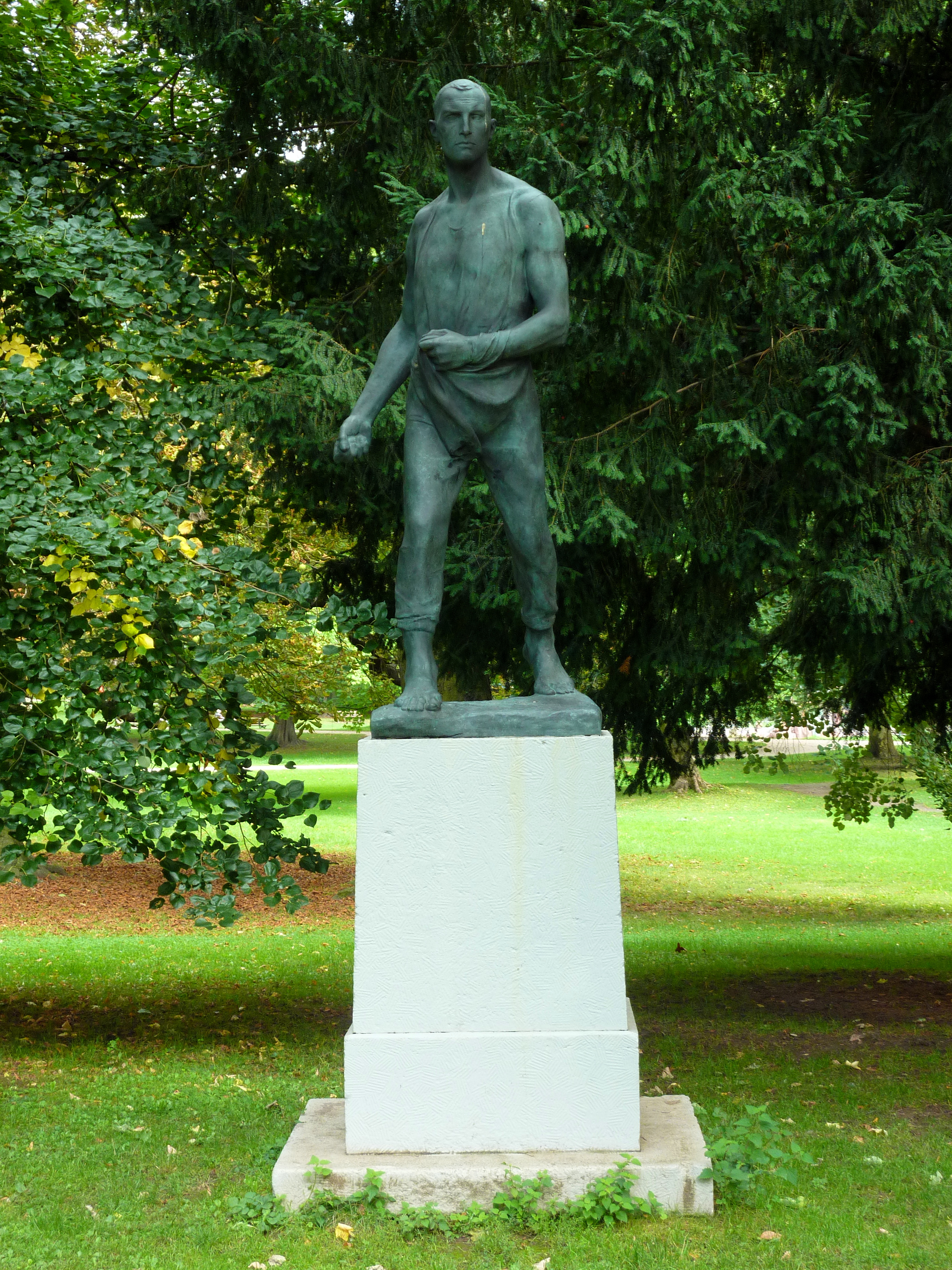
Constantin Meunier: Der Sämann, Bronzeskulptur, 1890

Die zuvor erhalten gebliebene Rothschildsche Orangerie erhielt im Zweiten Weltkrieg bei den Luftangriffen auf Frankfurt schwere Schäden, wurde nach dem Krieg jedoch wiederhergestellt und diente ab 1950 unter dem Namen Gnadenkirche als Gotteshaus. 1985 erhielt der Park einen großen Kinderspielplatz mit Wasserspielbecken. In den 1990er Jahren erfolgte eine Erweiterung im Norden um 38.000 Quadratmeter, gestaltet nach Plänen von Dieter Kienast. 2010 wurde die historische, unter Denkmalschutz stehende Toranlage des Parks an der Hartmann-Ibach-Straße restauriert.
Der Park bildete einstmals die Grenze zwischen Bornheim und dem Frankfurter Nordend. Nach Grenzkorrekturen gehört der Park heute vollständig zum dichtbesiedeltsten Stadtteil Nordend-Ost.